# Seznam kastilských panovníků

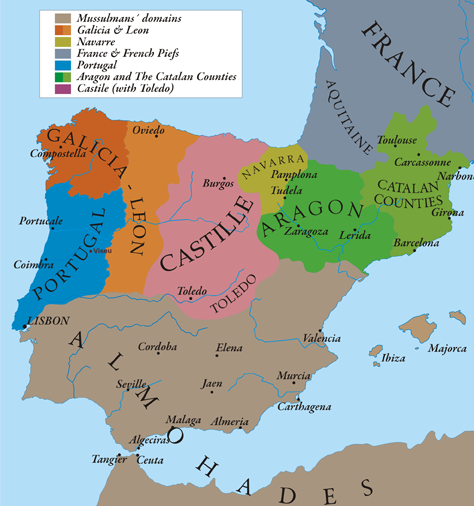
Kastilské království v roce 1210

Toto je seznam kastilských panovníků. Kastilské hrabství, později Kastilské království a po spojení s Leónským královstvím Koruna kastilská existovala na Pyrenejském poloostrově téměř 500 let (1032 – 1516), a za tuto dobu se na jejím trůně stihlo vystřídat přes dvacet panovníků. Relativně často se mezi nimi opakovala stejná jména, nejčastěji to byl Alfons (5×), následovaný Sanchem, Ferdinandem a Jindřichem (4×). Ve výčtu lze nalézt také čtyři královny – jedna z nich, Jana I. Šílená, vládla spolu se svým manželem (později otcem a nakonec synem) celých 51 let.

## Jimenézové (Navarrská dynastie)

Znak Kastilského království

- 1032–1035 Sancho I., pouze hrabě, také králem Navarry
- 1035–1065 Ferdinand I. Veliký, hrabě Kastilie a král Leónu, Císař Hispánie
- 1065–1072 Sancho II. Silný, král Kastilie a Leónu
- 1072–1109 Alfons VI. Statečný, král Kastilie a Leónu, Císař celé Hispánie
- 1109–1126 Urraca, královna Kastilie a Leónu

## Anscaridové (Burgundsko-Ivrejská dynastie)[pozn. 2]
- 1126–1157 Alfons VII. Císař, král Kastilie a Leónu, Císař celé Hispánie
- 1157–1158 Sancho III.
- 1158–1214 Alfons VIII. Vznešený

- 1214–1217 Jindřich I.

- 1217 Berenguela

Společný znak Království kastilského a Leónského

- 1217–1252 Ferdinand III. Svatý od roku 1230 rovněž králem Leónu

Všichni další králové byli zároveň i králi Leónu.
- 1252–1284 Alfons X. Moudrý[pozn. 3]
- 1284–1295 Sancho IV. Statečný
- 1295–1312 Ferdinand IV.
- 1312–1350 Alfons XI. Spravedlivý
- 1350–1369 Petr I. Krutý

## Trastámarové
- 1369–1379 Jindřich II. Bastard
- 1379–1390 Jan I.
- 1390–1406 Jindřich III.
- 1406–1454 Jan II.
- 1454–1474 Jindřich IV.

Znak Koruny kastilské za dynastie Trastámara

- 1474–1504 Isabela I. Kastilská, manželka Ferdinanda II. Aragonského
- 1504–1555 Jana I. Šílená
  - 1504–1506 Filip I., manžel
  - 1506–1516 Ferdinand V., otec
  - 1516–1555 Karel I., syn
- 1555–1556 Karel I., první španělský král

## Rodokmeny

### Horizontální
- Sancho I. 1032 – 1035
  - Ferdinand I. 1035 – 1065
    - Sancho II. 1065 – 1072
    - Alfons VI. 1072 – 1109
      - Urraca 1109 – 1126
        - Alfons VII. 1126 – 1157
          - Sancho III. 1157 – 1158
            - Alfons VIII. 1158 – 1214
              - Jindřich I. 1214 – 1217
              - Berenguela 1217
                - Ferdinand III. 1217 – 1252
                  - Alfons X. 1252 – 1284
                    - Sancho IV. 1284 – 1295
                      - Ferdinand IV. 1295 – 1312
                        - Alfons XI. 1312 – 1350
                          - Petr I. 1350 – 1369
                          - Jindřich II. 1369 – 1379
                            - Jan I. 1379 – 1390
                              - Jindřich III. 1390 – 1406
                                - Jan II. 1406 – 1454
                                  - Jindřich IV. 1454 – 1474
                                  - Isabela I. 1474 – 1504
                                    - Jana I. 1504 – 1555
                                      - Karel I. 1555 – 1556

### Vertikální
Kastilští králové jsou zde označeni žlutě.